# Синагога на Ковальській
Синагога на Ковальській — юдейська синагога в Херсоні. Не збереглася.

## Історія
Знаходилася на розі вулиць Ковальської та Єврейського провулка (Шолом-Алейхема). Діяла до 1960-х рр. Пізніше була перебудована під завод пожежного обладнання. Будівля синагоги перебуває у користуванні фірми «Квазар Мікро» (вул. Канатна, 27).